# Markering voor geïsoleerd gevaar

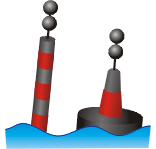
Voorbeelden van betonning voor geïsoleerd gevaar

Markering voor geïsoleerd gevaar of betonning voor geïsoleerd gevaar ((en)  isolated danger mark) in de vorm van een boei of andere markering, zoals gedefinieerd door de International Association of Lighthouse Authorities (IALA) door middel van het IALA Maritiem Betonningsstelsel, is een vorm van betonning die gebruikt wordt door maritieme autoriteiten om een gevaar aan te geven voor de scheepvaart, zoals een (gedeeltelijk) onder water aanwezige rots waar rondom het gevaar bevaarbaar water is.
De betonning of baken is zwart met één of meer brede rode horizontale band(en) met de vorm, bij voorkeur, pilaar of spar, en met als topteken 2 boven elkaar geplaatste zwarte bollen.
's Nachts zijn ze te herkennen aan de twee witte schitteringen per 5 of 10 seconden. De lichtkarakteristiek is dan Fl(2)W5s of Fl(2)W10s.
In Nederland is het geregeld in het Scheepvaartreglement territoriale zee.

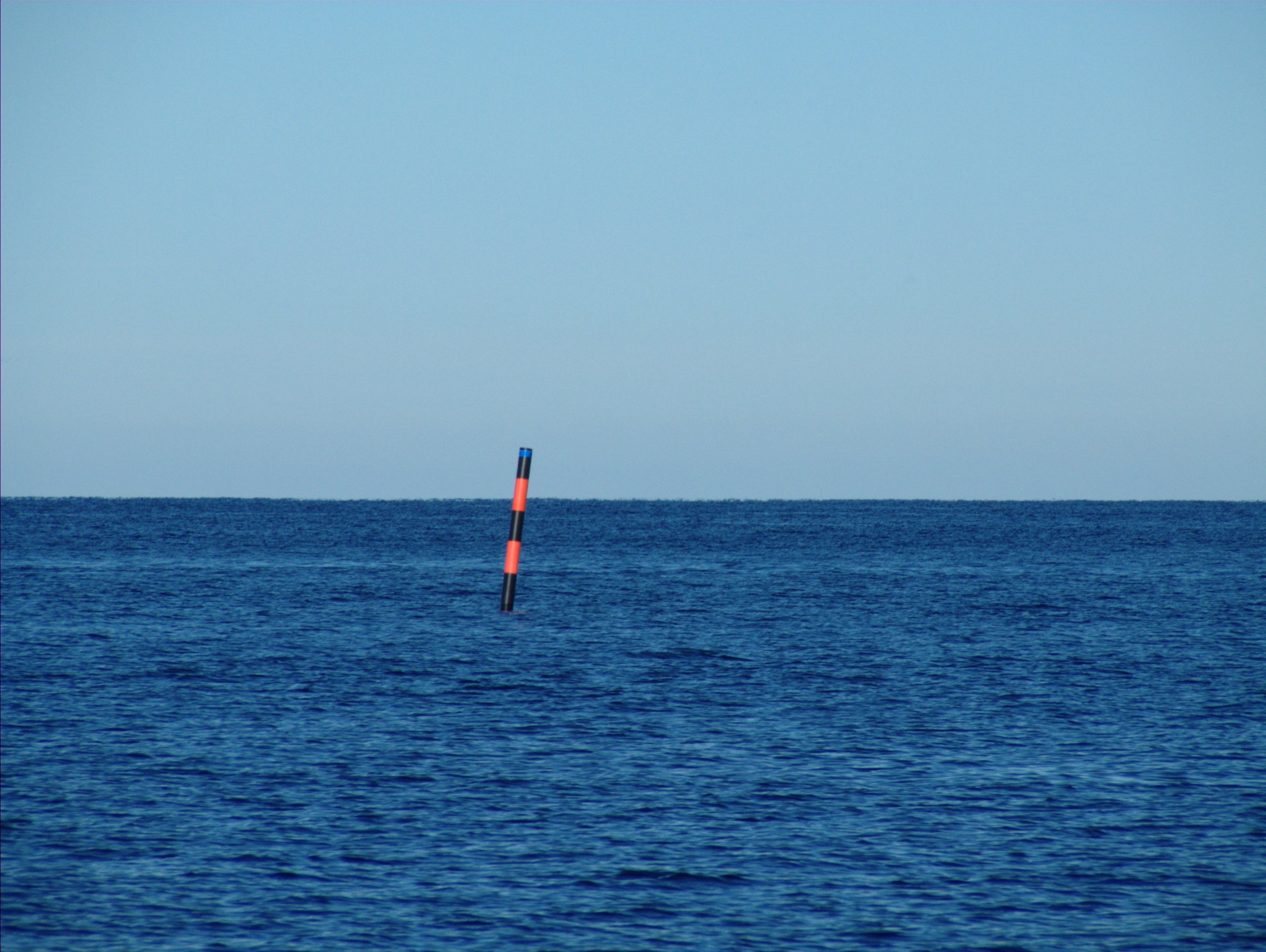
Markering voor geïsoleerd gevaar, maar zonder top-markering, te Noorwegen.